# Gerre del Pesce
Gerre del Pesce è una frazione del comune cremonese di Stagno Lombardo posta a sud del centro abitato.

## Storia
La località era un piccolo cascinale agricolo di antica origine del Contado di Cremona con 70 abitanti a metà Settecento, più altrettanti a Gere de' Zaneboni.
In età napoleonica, dal 1810 al 1816, Gere del Pesce fu frazione di Straconcolo, recuperando l'autonomia con la costituzione del Regno Lombardo-Veneto, quando il suo territorio fu ampliato per la rettifica sul Po del confine col Ducato di Parma.
Subito dopo l'unità d'Italia, nel 1862, il comune di Gere del Pesce venne annesso a quello di Stagno Pagliaro.